# Wynne Prakusya
Wynne Prakusya (Surakarta, 1981. április 26. –) indonéz teniszezőnő. 1998-ban kezdte profi pályafutását, eddigi karrierje során kilenc egyéni és tizenhét páros ITF-tornát nyert meg. Legjobb egyéni világranglista-helyezése hetvennegyedik volt, ezt 2002 augusztusában érte el.

## Eredményei Grand Slam-tornákon

### Egyéniben
| Torna           | 2003   | 2002   | 2001   |
| --------------- | ------ | ------ | ------ |
| Australian Open | 1. kör | 1. kör | -      |
| Roland Garros   | 1. kör | 2. kör | 1. kör |
| Wimbledon       | -      | 2. kör | 1. kör |
| US Open         | -      | 1. kör | 2. kör |

## Év végi világranglista-helyezései
| Év       | 1996 | 1997 | 1998 | 1999 | 2000 | 2001 | 2002 | 2003 | 2004 | 2005 | 2006 |
| Helyezés | 757. | 397. | 232. | 176. | 125. | 88.  | 104. | 205. | 339. | 279. | 511. |